# بوينغ لصناعة الطائرات التجارية
بوينغ لصناعة الطائرات التجارية (بالإنجليزية: Boeing Commercial Airplanes) هي إحدى وحدات شركة بوينغ الأمريكية. تأخذ الشركة من رينتون بولاية واشنطن مقرا لها. تعد شركة بوينغ أكبر صانع للطائرات المدنية والعسكرية، ويتم تصنيع الطائرات المدنية من قبل هذه الوحدة.

## طائرات في الإنتاج أو تحت التطوير
| نموذج الطائرة | المتغيرات في الإنتاج                                                              | الوصف | السعة   | أول رحلة       | متغيرات توقف انتاجها |
| ------------- | --------------------------------------------------------------------------------- | --- | ------- | -------------- | --- |
| بوينغ 737     | بوينغ 737 الجيل القادم، بوينغ بيزنس جت، بوينغ سي-40 كليبر، بوينغ 737 (AEW&C)، P-8 | طائرة ثنائية المحرك، طائرة ذات بدن ضيق، قصيرة إلى متوسطة المدى صيقة البدن                                              | 085-215 | 9 أبريل 1967   | 100, 200, 200C, 200 Adv, بوينغ 737 كلاسيك، بوينغ 737 الجيل القادم                                                                        |
| بوينغ 747     | بوينغ 747-8، بوينغ بيزنس جت                                                       | أربعة محرك، سطح مزدوج جزئي، طائرة ذات بدن واسع ممران للمقصورة الرئيسية، ممر واحد للطابق العلوي، متوسطة إلى طويلة المدى | 467-605 | 9 فبراير 1969  | 100, 100SR, 100B, 200, 200F, 200C, بوينغ 747 أس بي, 200M, 300, 300M, 300SR, بوينغ 747-400، بوينغ في سي-25، بوينغ إي-4، بوينغ واي إي أل-1 |
| بوينغ 767     | 300F, بوينغ كيه سي-767، بوينغ كيه سي-46 بيغاسوس                                   | ذات محركين، ممر مزدوج، متوسطة إلى طويلة المدى طائرة ذات بدن واسع                                                       | 180-375 | 26 سبتمبر 1981 | 200, 200ER, 300, 300ER, 400ER, بوينغ إي-767                                                                                              |
| بوينغ 777     | 300ER, شحن                                                                        | ذات محركين، ممر مزدوج، متوسطة وطويلة المدى إلى فائقة طويلة المدى (200LR)، ذات جسم عريض                                 | 301-550 | 12 يونيو 1994  | 200, 200ER, 200LR, 300 |
| بوينغ 787     | 8, 9, 10, بوينغ بيزنس جت                                                          | ذات محركين، ممر مزدوج، طويلة المدى، ذات جسم عريض                                                                       | 210-330 | 15 ديسمبر 2009 | |

| متوقع دخول الخدمة | النوع                      | الوصف | ملاحظات |
| ----------------- | -------------------------- | --- | ------- |
| 2017              | بوينغ 737 ماكس             | سلسلة جديدة لطائرات بوينغ 737 على أساس 737NG مع محركات جديدة                                                                                          |         |
| 2020              | بوينغ 777 أكس              | سلسلة جديدة من 777. طراز (777-9X) أكثر طولا، وطراز ( 777-8X) بعيد المدى. مع تزويدها بمحركات جديدة، وأجنحة مصنوعة من مواد مركبة، مع طرف جناح قابل للطي |         |
|                   | بوينغ واي1 (مشروع يلوستون) | الاسم الرمزي لمشروع استبدال طائرتي بوينغ 737 وبوينغ 757-200                                                                                           |         |
|                   | بوينغ واي1 (مشروع يلوستون) | الاسم الرمزي لمشروع استبدال طائرتي بوينغ 747 وبوينغ 777-300                                                                                           |         |

## أوامر الطلب والتسليم
الجدول التالي يبين الطائرات النفاثة فقط
| الطائرة                | الطلبات | التسليم | شاغرة |
| ---------------------- | ------- | ------- | ----- |
| بوينغ 707              | 1010    | 1010    |       |
| بوينغ 717              | 155     | 155     |       |
| بوينغ 727              | 1831    | 1831    |       |
| بوينغ 737              | 1144    | 1144    |       |
| بوينغ 737 كلاسيك       | 1988    | 1988    |       |
| بوينغ 737 الجيل القادم | 6859    | 5253    | 1606  |
| بوينغ 737 ماكس         | 2663    |         | 2663  |
| بوينغ 747              | 1418    | 1418    |       |
| بوينغ 747-8            | 119     | 84      | 35    |
| بوينغ 757              | 1049    | 1049    |       |
| بوينغ 767              | 1114    | 1069    | 45    |
| بوينغ 777              | 1541    | 1268    | 273   |
| بوينغ 777 أكس          | 286     |         | 286   |
| بوينغ 787              | 1071    | 235     | 836   |
| Totals                 | 22248   | 16504   | 5744  |

بيانات من بوينغ حتى نهاية يناير، 2015 

### الطائرات المتوقفة
| الطائرة / الطراز      | العدد المصنوع | مواصفات                          | ملاحظات                                                         |
| --------------------- | ------------- | -------------------------------- | --------------------------------------------------------------- |
| 1                     | 2             |                                  |                                                                 |
| 6                     | 1             |                                  |                                                                 |
| 6D                    | 2             |                                  |                                                                 |
| 7                     |               |                                  |                                                                 |
| 8                     | 1             |                                  |                                                                 |
| 40                    | 84            |                                  |                                                                 |
| 64                    | 1             |                                  |                                                                 |
| 80                    | 16            |                                  |                                                                 |
| 81                    | 2             |                                  |                                                                 |
| 95                    | 25            |                                  |                                                                 |
| بوينغ مونوميل         | 1             |                                  | تم تحويلها إلى نموذج (221A) تتسع لـ 8 ركاب                      |
| 203                   | 7             |                                  |                                                                 |
| 204                   | 7             |                                  |                                                                 |
| بوينغ مونوميل         | 1             |                                  | تم تحويلها إلى نموذج (221A) تتسع لـ 8 ركاب                      |
| بوينغ 247             | 75            |                                  |                                                                 |
| بوينغ 307 ستراتولاينر | 10            |                                  |                                                                 |
| بوينغ 314             | 12            |                                  |                                                                 |
| بوينغ 367-80          | 1             |                                  |                                                                 |
| بوينغ 377             | 56            |                                  | نسخة التطوير المدنية المشتقة من العسكرية بوينغ سي-97 سترتوفريتر |
| بوينغ 707/بوينغ 720   | 1,010         |                                  |                                                                 |
| بوينغ 717             | 156           | طائرة نفاثة بمحركين وذات بدن ضيق | سابقا أم دي 95، تطورت من عائلة ماكدونل دوغلاس دي سي-9           |
| بوينغ 727             | 1,832         |                                  |                                                                 |
| بوينغ 757             | 1,050         |                                  |                                                                 |

### معرض الصور

بوينغ سلسلة 7X7
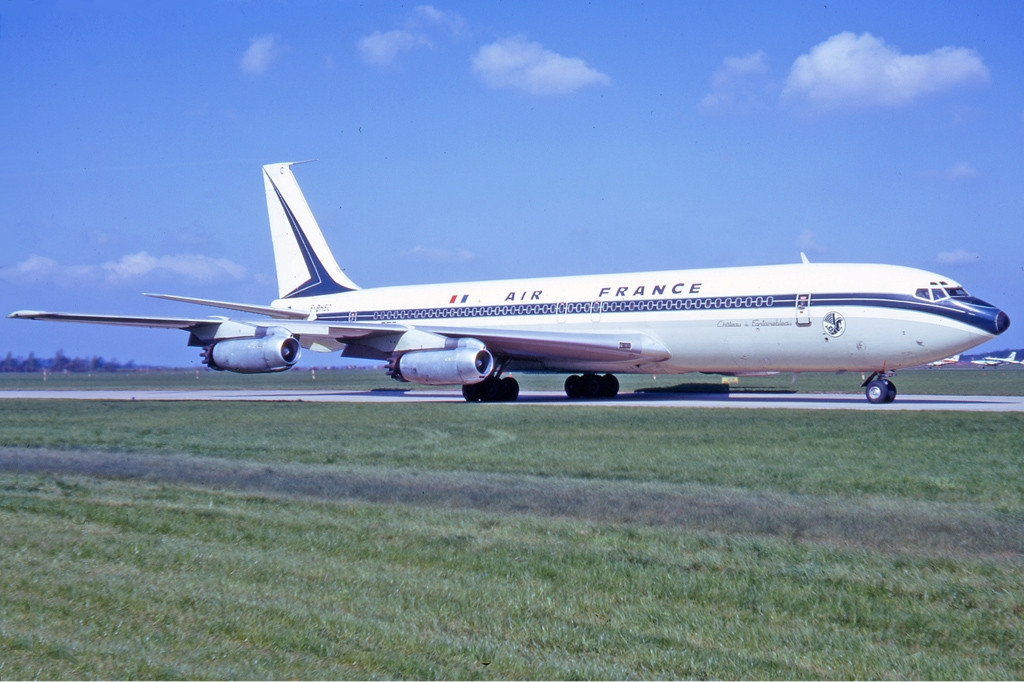
بوينغ 707
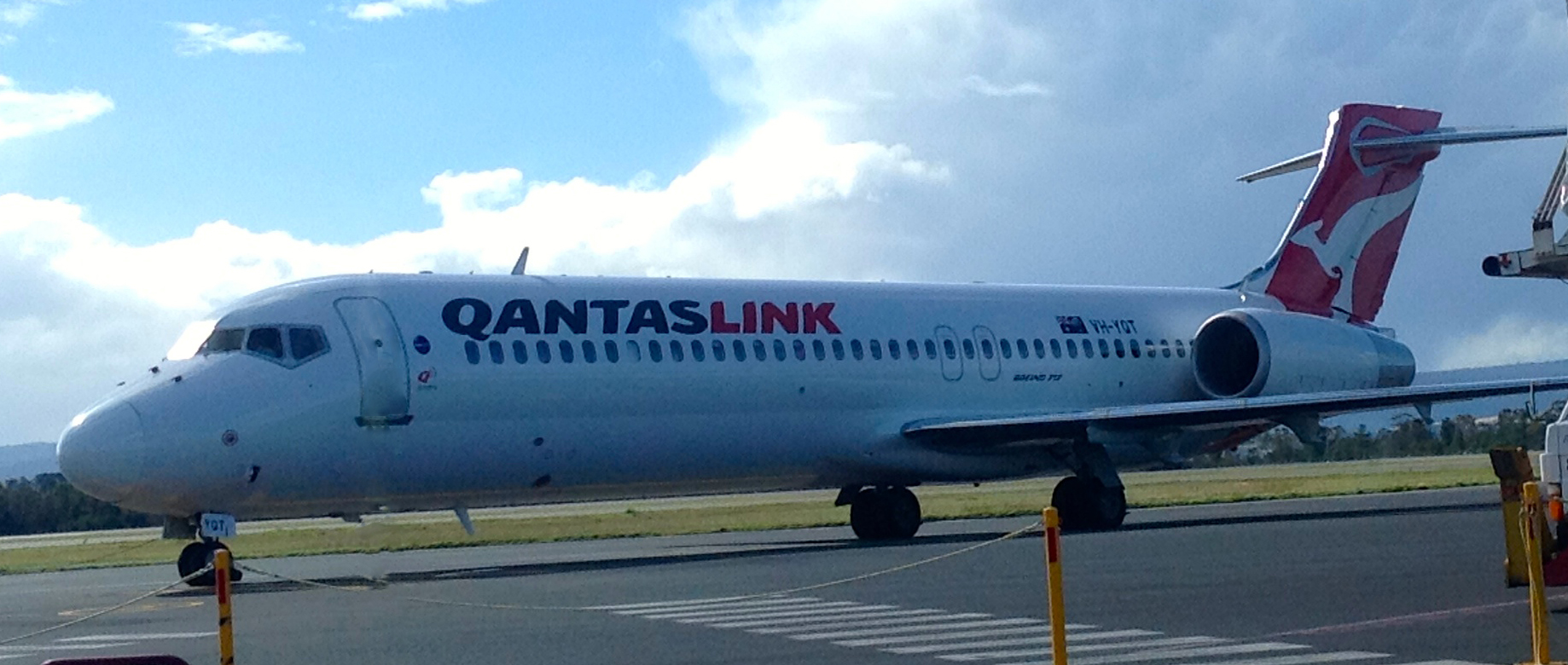
بوينغ 717
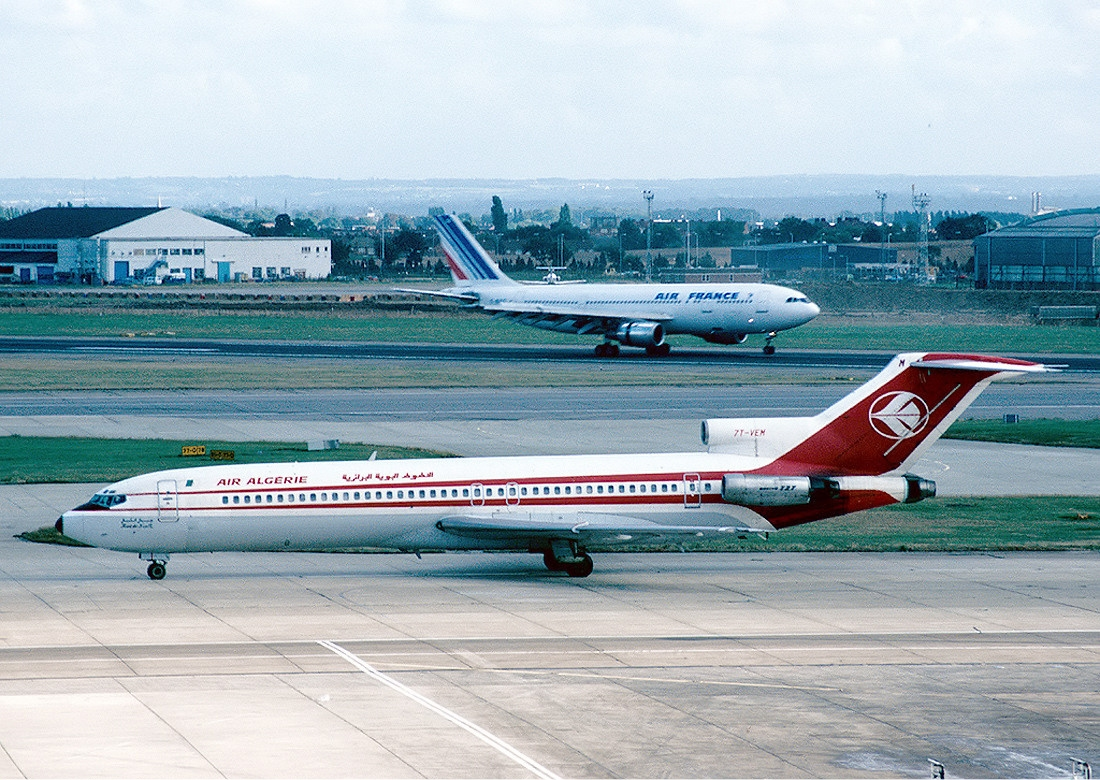
بوينغ 727
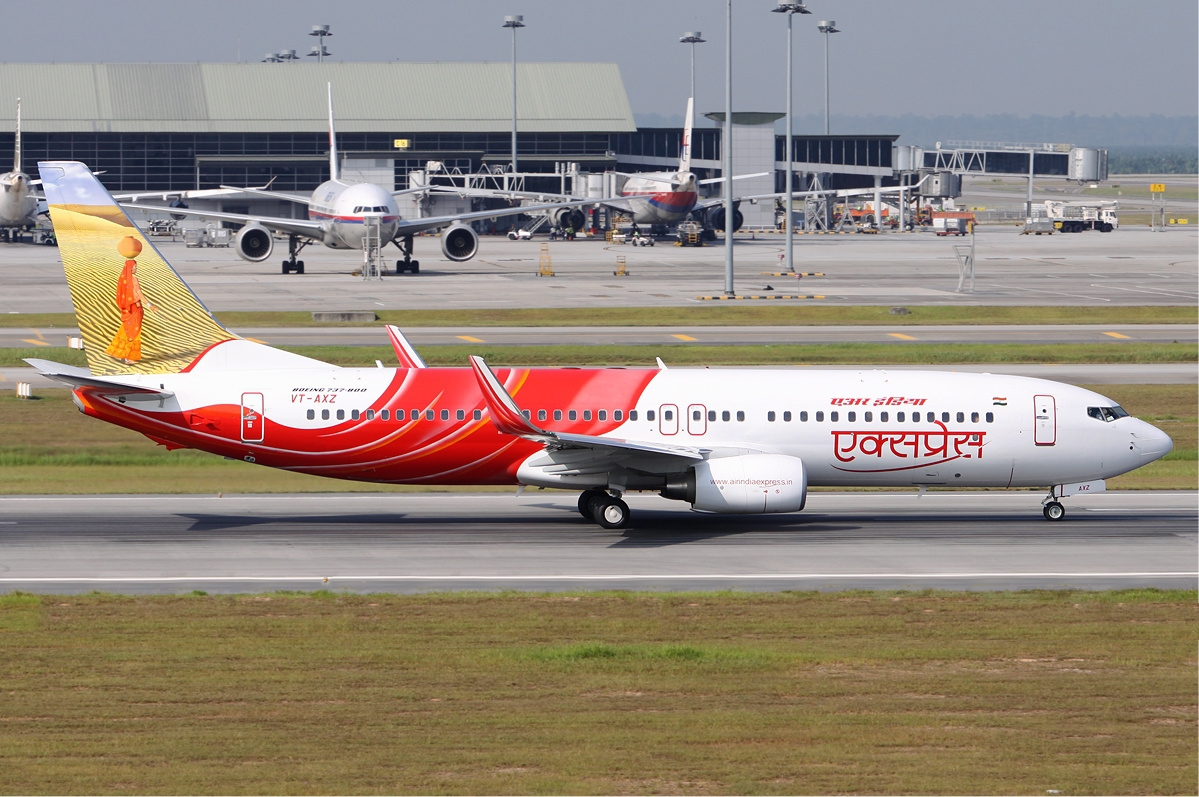
بوينغ 737
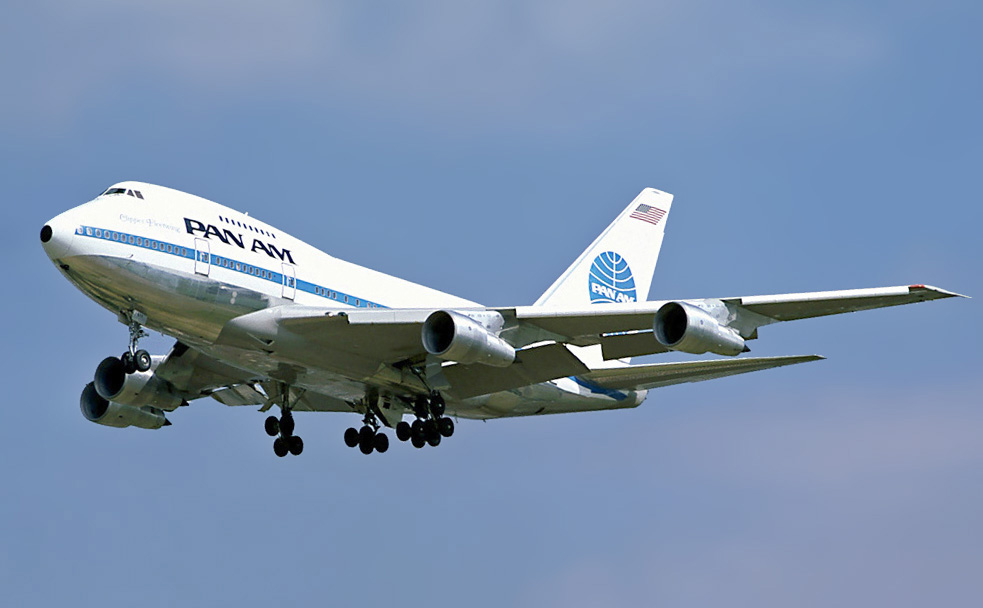
بوينغ 747
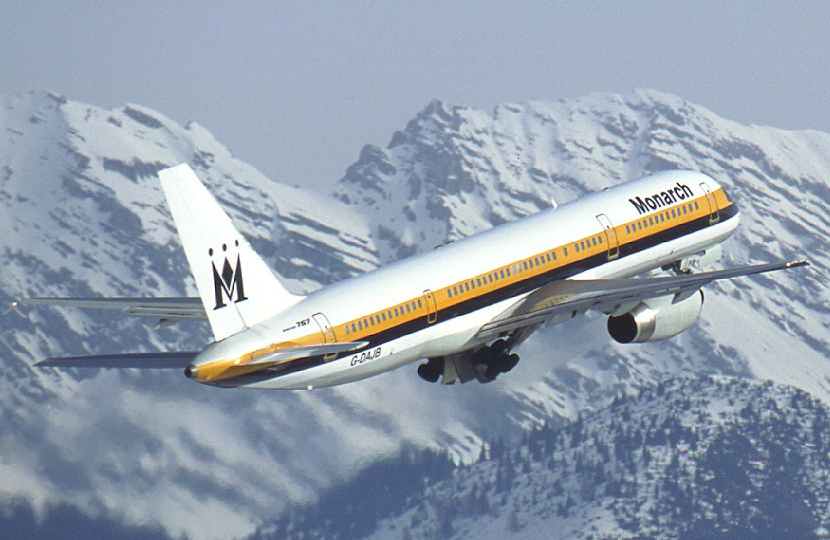
بوينغ 757
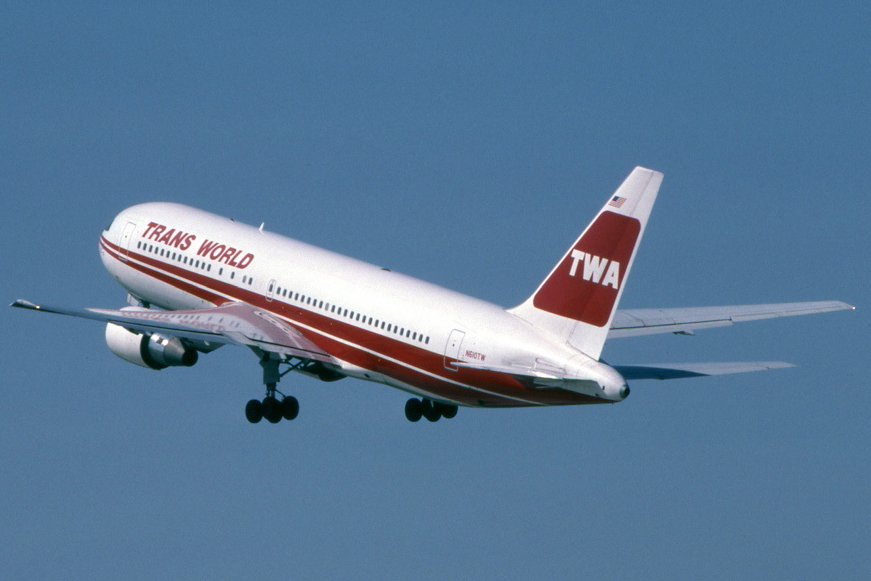
بوينغ 767
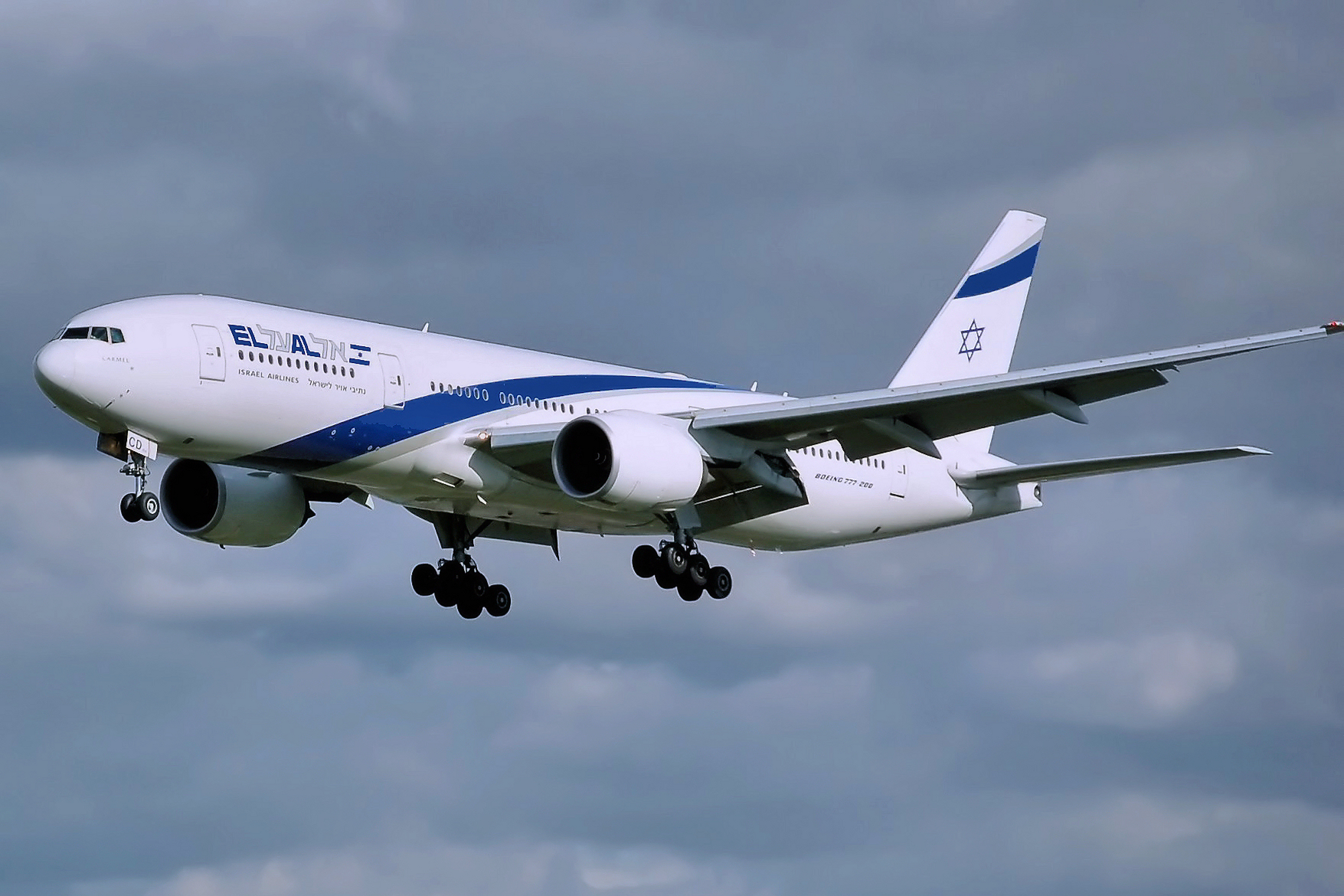
بوينغ 777
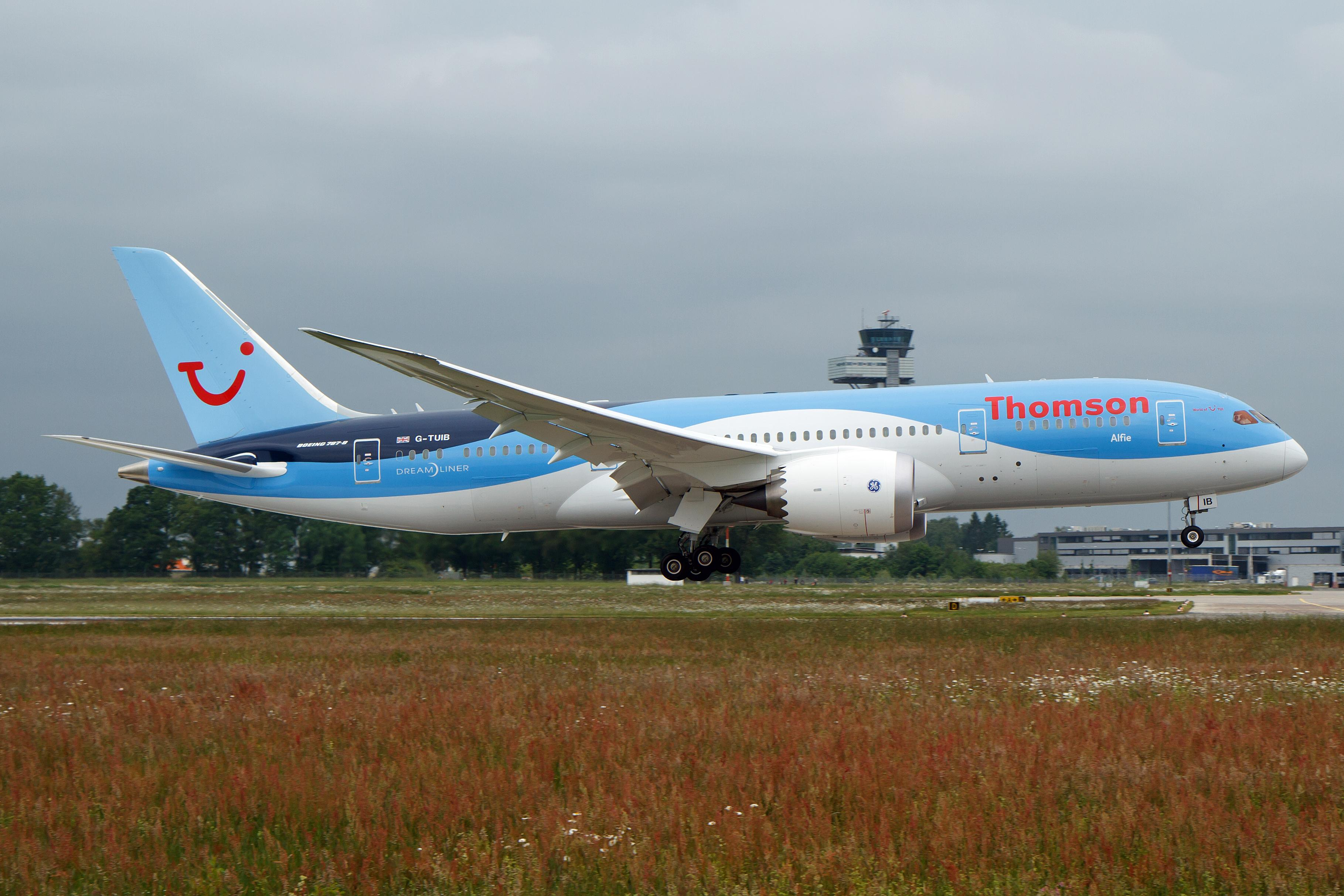
بوينغ 787

### طائرات المتخصصة والأخرى
من الشائع جداً، أن تطلب بعض الخطوط الجوية طائرات مع ميزات وخيارات خاصة، وبوينغ تبني نماذج معينة خصيصا لعميل معين.
- بوينغ 707-138 بي كانت نموذج لطائرة ذات جسم قصير، وبعيدة المدى، تباع فقط لخطوط لكانتاس.
- بوينغ 757-200إم كانت مثال لنموذج واحد بني الخطوط الجوية الملكية النيبالية (تسمى الآن: خطوط نيبال الجوية). حيث يمكن أن تحويل هذه الطائرة من طائرة ركاب إلى طائرة شحن والعكس. طلبتها الخطوط الجوية الملكية النيبالية في عام 1986، وتم تسليمها بعد ذلك بعامين.
- بوينغ 747
  - طائرة حاملة المكوك
  - بوينغ 747-400 إل سي إف طائرة شحن ذات جسم عريض.
  - بعد أربع سنوات من توقف أنتاج طائرة 747إس بيه (747SP)، تم استئناف الإنتاج مرة أخرى، وذلك لتصنيع طائرة واحدة لدولة الإمارات العربية المتحدة. ولكن بطاقم قمرة قيادة مكون من اثنين بدلا من الطاقم المكون من ثلاثة أفراد كما كان في طائرات 747إس بيه الأخرى.
  - طائرتين من طراز بوينغ بوينغ في سي-25 (VC-25S) بنيت لسلاح الجو الأمريكي لتكون طائرات النقل الرئاسية سلاح الجو واحد (اير فورس وان). هذا النموذج هو عبارة عن طراز بوينغ 747-200 بي تم أجراء تعديلات كبيرة للغاية عليه.
- كانت بوينغ هي مستشار شركةسوخوي عفي برنامج الطائرة النفاثة الإقليمية الروسية، والذي أصبحت فيما بعد طائرة سوخوي سوبرجت 100 ذات البدن الضيق وبمحركين.

### مفاهيم
- بوينغ 2707 – طائرة أسرع من الصوت، ألغي المشروع.
- بوينغ 7جيه7 (Boeing 7J7) – طائرة بروب فان ذات كفاءة عالية، ألغيت، وقد تستأنف في وقت لاحق ل Y1.
- بوينغ 747 ثلاثية المحركات - طائرة ثلاثية المحركات ذات كفاءة عالية، نسخة من طراز بوينغ 747-200، تم إلغاؤها.
- طائرة بوينغ الكبيرة الجديدة – طائرة جامبو ذات الطابقين، تم إلغاؤها.
- Boeing RC-1 - طائرات شحن، تم إلغاؤها.
- بوينغ سونيك كروزر – طائرة شبه صوتية، تم إلغاؤها.
- طائرة بوينغ الهيدروجين السائل (LH2)[13]

### جنيحات
- بوينغ 103 - المستخدمة في نموذج 40 و F2B
- بوينغ 103 إيه - المستخدمة في F2B و F3B
- بوينغ 106 - المستخدمة في طراز 80, P-12, مونوميل، وطراز 226
- بوينغ 106 بي - المستخدمة في طراز 95, 247D, P-12
- بوينغ 106 آر - المستخدمة في نماذج محتلفة من بيريف
- بوينغ 109 - المستخدمة في نموذج 95 و P-26
- بوينغ 117 - المستخدمة في طائرة [بوينغ إكس بيه بي بي سي رانجر (XPBB)، وطائرة بي-29 ومشتقاتها (307، 367، 377)، وجميع نماذج طائرات آيرو سبيسلاينز، وطائرات توبوليف تو-4، تو-70، تو-75، تو-80.

## وصلات خارجية
- موقع الشركة (بالإنجليزية)
- موقع الشركة في الشرق الأوسط